# Palo Alto
Palo Alto ist eine Stadt im Santa Clara County im US-Bundesstaat Kalifornien mit 68.572 Einwohnern (Stand: 2020). Sie liegt 50 Kilometer südlich von San Francisco und 20 Kilometer nördlich von San José in der San Francisco Bay Area.
Der Name Palo Alto bedeutet im Spanischen in etwa hoher Pfahl und bezieht sich auf einen besonders hohen Baum namens El Palo Alto am Ufer des San Francisquito Creek.

## Stadtgebiet
Die Stadtgrenzen reichen von der San Francisco Bay im Osten bis zu den Santa Cruz Mountains im Westen und von Menlo Park im Norden bis Mountain View im Süden. Das Stadtgebiet umfasst dabei eine Fläche von ungefähr 61 km², von der etwa ein Drittel unbebaut ist.

## Bevölkerung
Nach der Volkszählung 2010 betrug die Einwohnerzahl 64.403, rund 6.000 mehr als im Jahr 2000. Die Anzahl der Haushalte belief sich im Jahr 2010 auf rund 28.000. Mehrheitlich bestand die Bevölkerung aus weißen Amerikanern, die rund zwei Drittel der Gesamteinwohnerzahl ausmachten. Latinos und weitere US-Bürger hispanischer Abstammung waren im kalifornischen Vergleich mit rund sechs Prozent an der Stadtbevölkerung schwach vertreten. Weitere Minderheiten stellten die Bevölkerungsgruppen von Afroamerikanern sowie asiatischstämmigen Amerikanern dar. Die Volkszählung 2010 ergab außerdem, dass auf 100 Frauen 95,7 Männer kamen. Das Durchschnittsalter der Bewohner lag bei 41,9 Jahren.
Laut einer Schätzung des US Census Bureau hatte die Stadt im Jahr 2013 eine Einwohnerzahl von 66.642.

## Klima
Das Klima ist sehr mild und dank der Nähe zum Pazifik sind Temperaturschwankungen nur gering (ozeanisch geprägtes mediterranes Klima). Entsprechend sind die Jahreszeiten auch weniger stark ausgeprägt. Vereinfachend kann man eine Regen- von einer Trockenzeit unterscheiden. Die durchschnittliche Jahrestemperatur beträgt 15 °C (10 °C in der Regen- und 20 °C in der Trockensaison). Die durchschnittliche jährliche Niederschlagsmenge beträgt etwa 400 Millimeter, wobei 95 Prozent der Niederschläge in der Zeit zwischen Oktober und April fallen.

## Wirtschaft
Palo Alto wird vor allem durch die Stanford University geprägt und ist der Hauptsitz bekannter Unternehmen der Computerindustrie wie Hewlett Packard Enterprise, HP, Nanosys, Tesla, Inc. und VMware sowie von Forschungseinrichtungen wie dem Palo Alto Research Center und dem Foresight Institute. Einige Risikokapital-Unternehmen sind ansässig. Es existieren Verwaltungssitze von Unternehmen aus der Solarindustriebranche, deren Produktion jedoch andernorts stattfindet. Darüber hinaus befindet sich in Palo Alto der Hauptsitz der „Mercedes-Benz Research and Development North America, Inc.“ Das soziale Netzwerk Facebook hatte bis 2011 seinen Hauptsitz in Palo Alto.
Neben den vielen aus der IT-Industrie bekannten nordamerikanischen Firmen sind auch zahlreiche bedeutende deutsche Firmen mit Forschungseinrichtungen in Palo Alto ansässig, darunter das Bosch Research and Technology Center North America RTC, die Software-Firma SAP, die Audio-Firma Sennheiser oder das Electronics Research Laboratory ERL der Volkswagen Group of America bis zu seinem Umzug im Jahr 2011.
Das 2003 gegründete Medizintechnik-Unternehmen Theranos hatte seinen Hauptsitz in Palo Alto, bevor es 2018 aufgelöst und liquidiert wurde und seine Gründerin wegen Betrugs verurteilt wurde.
Die Immobilienpreise gehören zu den höchsten in den Vereinigten Staaten.
Im Juni 2017 wurde bekannt, dass Heidelberg neue Partnerstadt von Palo Alto wird.

## Bildung und Forschung
Seit 1970 hat das Institute for the Future, Think Tank und Non-Profit-Organisation, seinen Sitz in Palo Alto.
Im April 1967 führte der Geschichtslehrer Ron Jones zusammen mit Schülern und Lehrern an der Cubberley High School in Palo Alto das Sozialexperiment The Third Wave durch, um vor der Anziehungskraft faschistischer Bewegungen zu warnen.

## Städtepartnerschaften
Palo Alto listet folgende acht Partnerstädte auf:
| Stadt                        | Land                | seit |
| ---------------------------- | ------------------- | ---- |
| Albi                         | Frankreich          | 1994 |
| Enschede                     | Niederlande         | 1980 |
| Heidelberg                   | Deutschland         | 2017 |
| Linköping                    | Schweden            | 1987 |
| Oaxaca de Juárez             | Mexiko              | 1964 |
| Palo                         | Philippinen         | 1963 |
| Tsuchiura                    | Japan               | 2009 |
| Stadtbezirk Yangpu, Shanghai | Volksrepublik China | 2018 |

## Persönlichkeiten

### Söhne und Töchter der Stadt
Die Liste enthält eine alphabetische Übersicht bedeutender, im heutigen Palo Alto geborener Persönlichkeiten. Viele sind nach ihrer Geburt weggezogen und andernorts bekannt geworden. Die Liste erhebt keinen Anspruch auf Vollständigkeit.
- Jennifer Aaker (* 1967), Sozialpsychologin und Hochschullehrerin für Marketing
- Clarence Roderic Allen (1925–2021), Geophysiker und Seismologe
- Lee Arenberg (* 1962), Schauspieler
- Stacey Augmon (* 1968), Basketballspieler
- Theodore Brunner (* 1985), Volleyball- und Beachvolleyballspieler
- Lindsey Buckingham (* 1949), Rockmusiker
- Ursula Buschhorn (* 1969), deutsche Schauspielerin
- Caroline Clark (* 1990), Wasserballspielerin
- Doug Clifford (* 1945), Schlagzeuger
- Whitfield Crane (* 1968), Sänger
- Alan Cranston (1914–2000), Politiker und Vertreter von Kalifornien im US-Senat
- Connie Crothers (1941–2016), Jazzpianistin
- Christopher Duplanty (* 1965), Wasserballspieler
- Jon Fogarty (* 1975), Autorennfahrer
- Dave Franco (* 1985), Schauspieler
- James Franco (* 1978), Schauspieler, Produzent, Drehbuchautor und Regisseur
- Avishai Geller (* 1979), US-amerikanisch-israelischer Eishockeyspieler
- Sarah Gillis (* 1994), Ingenieurin
- Walther F. Goebel (1899–1993), Immunologe und Chemiker
- Robert Ernest Hall (* 1943), Wirtschaftswissenschaftler
- Daniel C. Hallin (* 1953), Politik- und Kommunikationswissenschaftler
- Lisa Hanawalt (* 1983), Zeichnerin, Schriftstellerin und Produzentin von Animationsfilmen
- Mary Harvey (* 1965), Fußballspielerin und -funktionärin
- Teri Hatcher (* 1964), Schauspielerin
- Tony F. Heinz (* 1956), Physiker und Hochschullehrer
- James H. Hibbard (* 1981), Autor und Radsportler
- Amy Irving (* 1953), Schauspielerin
- Eugene Jarvis (* 1955), Spieleentwickler
- Sheryl Johnson (* 1957), Hockeyspielerin
- Ollie Johnston (1912–2008), Trickfilmzeichner
- Courtesy Jones (* 1990), Fußballspielerin
- Bill Keller (* 1949), Journalist, Chefredakteur der New York Times
- Hilary Knight (* 1989), Eishockeyspielerin
- Bill Kreutzmann (* 1946), Rockmusiker
- Anne La Berge (* 1955), Flötistin und Komponistin
- Jordan Lage (* 1963), Schauspieler
- Jamie Luner (* 1971), Schauspielerin
- Don MacLean (* 1970), Basketballspieler
- Benjamin Markovits (* 1973), US-amerikanisch-britischer Autor und Literaturkritiker
- Glenn McConkey (1942–2022), Skirennläuferin
- Melissa McMorrow (* 1981), Boxerin und Weltmeisterin
- Chanel Miller (* 1992), Autorin und Künstlerin
- Pamela Melroy (* 1961), NASA-Astronautin
- Jessica Monroe (* 1966), Ruderin
- James G. Moore (* 1930), Geologe und Vulkanologe
- Susan Morton Blaustein (* 1953), Komponistin und Musikpädagogin
- Kyle Murphy (* 1991), Radrennfahrer
- Robert Spencer Olpin (1940–2005), Kunsthistoriker und Hochschullehrer
- Andrew Paulin (* 1958), Radrennfahrer
- Ahna O’Reilly (* 1984), Schauspielerin
- Julie Otsuka (* 1962), Schriftstellerin
- Sven S. Poser (* 1963), deutscher Drehbuchautor
- Markie Post (1950–2021), Schauspielerin
- Madeline Price (* 1995), kanadische Sprinterin
- Elizabeth Prommer (* 1965), Kommunikations- und Medienwissenschaftlerin
- Haley Pullos (* 1998), Schauspielerin
- Rick Rossovich (* 1957), Schauspieler
- Leigh Royden (* 1955), Geologin und Geophysikerin
- Yannick Scheidegger (* 2001), schweizerisch-US-amerikanischer Fußballspieler
- David Schultz (1959–1996), Ringer, Weltmeister und Olympiasieger
- Mark Schultz (* 1960), Ringer, Weltmeister und Olympiasieger
- Robert R. Sears (1908–1989), Entwicklungs- und Persönlichkeitspsychologe
- Roger N. Shepard (1929–2022), Kognitionswissenschaftler
- Nolan Siegel (* 2004), Rennfahrer
- Kerry Simmonds (* 1989), Ruderin, Olympiasiegerin und zweimalige Weltmeisterin im Achter
- Matt Simons (* 1987), Singer-Songwriter
- Tom Stern (* 1946), Kameramann
- Rosalynn Sumners (* 1964), Eiskunstläuferin
- Bree Turner (* 1977), Schauspielerin
- Barry Weitzenberg (* 1946), Wasserballspieler

### Weitere Persönlichkeiten mit Bezug zur Stadt
- Gene Amdahl (1922–2015), Computerarchitekt und Hi-Tech-Unternehmer
- Joan Baez (* 1941), Sängerin
- Gregory Bateson (1904–1980), Mitbegründer der Psychologischen Kommunikationstheorie am MRI (Palo-Alto-Gruppe)
- Andreas von Bechtolsheim (* 1955), Informatiker und Unternehmer
- Sergey Brin (* 1973), Mitgründer der Firma Google
- Richard R. Ernst (1933–2021), Chemie-Nobelpreisträger
- Christine Blasey Ford (* 1966), US-amerikanische Psychologieprofessorin
- Phil Hellmuth (* 1964), Profi-Pokerspieler
- William Hewlett (1913–2001), Mitgründer der Firma Hewlett-Packard (HP)
- Marcian Hoff (* 1937), Mikroprozessor-Erfinder bei Intel
- J. T. Holmes (* 1980), Extremskifahrer, Basejumper und Stuntman
- Steve Jobs (1955–2011), Mitgründer von Apple
- Ron Jones (* 1941), Lehrer
- David Leavitt (* 1961), Schriftsteller
- Chester Ray Longwell (1887–1975), Geologe
- Marissa Mayer (* 1975), Vorstandsvorsitzende von Yahoo
- David Packard (1912–1996), Mitgründer der Firma Hewlett-Packard (HP)
- Larry Page (* 1973), Mitgründer der Firma Google
- Richard Rorty (1931–2007), Philosoph und Literaturwissenschaftler
- Leland Stanford (1824–1893), Gouverneur von Kalifornien und Gründer der Stanford University
- Frederick Terman (1900–1982), Professor an der Stanford University, oft als ein Vater des Silicon Valley bezeichnet
- Peter Thiel (* 1967), Investor Hochtechnologie
- Paul Watzlawick (1921–2007), Kommunikationswissenschaftler, Psychotherapeut
- Irvin D. Yalom (* 1931), Psychoanalytiker, Schriftsteller
- Jerry Yang (* 1968), Mitgründer von Yahoo!
- Mark Zuckerberg (* 1984), Gründer und Vorstandsvorsitzender des Online-Netzwerks Facebook

ebenso:
- The Donnas, Rockband

## Trivia
In ihrem Ende Februar 2019 veröffentlichten Song „Palo Alto“ geht die Hamburger Band Kettcar auf verschiedene Jobs ein, die durch die Digitale Revolution verlorengehen. Viele Unternehmen, die diese vorantreiben, haben ihren Sitz in der San Francisco Bay Area (siehe Abschnitt „Wirtschaft“). Im Musikvideo fährt Frontsänger Marcus Wiebusch mit einem früheren Journalisten, einem ehemaligen Plattenhändler, einer Ex-Pornodarstellerin und einem früheren Bankangestellten nach Palo Alto, um „die Algorithmen zu zerschlagen“ (Songtext).